# Viktor Wessely
Viktor Wessely (Kremsmünster, 1870 – Linz, 4 maggio 1949) è stato un alpinista e medico austriaco, fu uno dei migliori scalatori di Vienna di fine Ottocento e fu membro dell'élite del Club Alpino Austriaco e dell'Associazione Alpina Accademica di Monaco di Baviera. Wessely ebbe un enorme successo come alpinista. Nel 1902 nel tentativo di scalare il K2, Jules Jacot-Guillarmod  e Viktor Wessely raggiunsero un'altitudine di circa 6.600 metri sulla cresta nord orientale, stabilendo all'epoca il nuovo record mondiale di altitudine.

## Biografia
Il suo nome è strettamente legato alle imprese alpinistiche dei membri del Club Alpino Austriaco viennese nell'ultimo decennio del XIX secolo. All'età di ventun anni, si unì al circolo del Club degli Stürmer di Vienna e fu presto al centro dei loro successi alpinistici. Tra gli alpinisti figuravano Robert Hans Schmitt, Eduard Wagner, lo stesso Viktor Wessely, Heinrich Pfannl, Thomas Maischberger, Franz Zimmer, Alfred von Radio-Radhis, Eduard Pichl, per nominare i più importanti.
Viktor Wessely trascorse molto tempo in montagna con Pfannl, Maischberger e Theodor Keidel. Tutti e quattro si arrampicavano spesso insieme su corde fisse e furono tra i grandi alpinisti austriaci di fine secolo. Wessely fu una figura di spicco della così detta "Scuola di Vienna": fu il primo a scalare la parete nord del Thurwieserspitze e la Biancograt sul Piz Bianco (Bernina);  senza guida; fu il secondo a scalare la parete est del Monte Rosa. La sua prima ascensione più famosa fu la prima scalata della parete nord-occidentale dell'Hochtor nel Gesäuse nell'ottobre del 1896, utilizzando il percorso "Pfannl-Maischberger-Weg", impresa realizzata con Heinrich Pfannl, Thomas Maischberger e Theodor Keidel. Questi riuscirono nella prima scalata dell'imponente parete nord dell'Hochtor, alta circa 900 metri,  difficile tecnicamente e soggetta a frane, che per lungo tempo, era stata il punto di riferimento per gli alpinisti estremi viennesi. "Nessuna parete del Gesäuse è più adatta della parete nord dell'Hochtor per mettere alla prova le capacità personali", affermò una volta Hubert Peterka. Il 1896 fu l'anno di maggiore successo di Viktor Wessely che insieme a Theodor Keidel  trovò un nuovo magnifico passaggio nel camino (Keidelkamine);  nella parete nord del Planspitze, collegò la parete nord del Reichenstein, scalò per la prima volta il Großwandeck e si arrampicò lungo la cresta sud del Niederer Dachstein. Compì una prima salita attraverso la cresta sud superiore, la cresta est e la cresta nord del Grosser Priel con Robert Damberger nel 1898 e delle prime ascensioni nella zona del Dachstein e sul Gosaukamm nel 1900. Nel 1902 Wessely prese parte alla spedizione di Oskar Eckenstein nel Karakorum, al ghiacciaio Baltoro e al picco K2, questo fu il primo serio tentativo di scalata della montagna fu effettuato nel 1902 da una spedizione anglo-austriaca. Della squadra facevano parte gli austriaci Victor Wessely e Heinrich Pfannl, il medico svizzero Jules Jacot-Guillarmod e l'ingegnere e collezionista d'arte britannico Guy Knowles, che rese possibile la spedizione in qualità di finanziatore. Era presente anche l'eccentrico britannico Aleister Crowley, che era un eccellente alpinista ma che si guadagnò una dubbia fama di occultista. Gli scalatori abbandonarono la cresta sud-orientale, che ritenevano troppo ripida per i portatori, e si diressero verso la cresta nord-orientale, ma alla fine fallirono a causa delle difficoltà e del maltempo. La spedizione esplorò il ghiacciaio Godwin-Austen e salì sullo Skyang La ("Sella dei venti", 6.233 m). Il punto più alto raggiunto da Jules Jacot-Guillarmod e Wessely si trovava a un'altitudine di circa 6.600 m stabilendo all'epoca il nuovo record mondiale di altitudine.  Pfannl sopravvisse a malapena a un edema polmonare dopo essere stato trasportato a quote più basse diversi giorni dopo l'insorgenza dei primi sintomi. Le prime fotografie del K2 furono scattate da Jacot Guillarmod.
Il 23 luglio 1905 effettuò la prima ascensione della parete sud dell'Hohe Großwandeck (2.402 m) e la prima ascensione dell'Hohe Schneebergwand attraverso la Nagelscharte il 28 giugno 1906. Il dottor Wessely dedicò le sue energie nell'organizzazione e l'amministrazione del Club Alpino Austriaco, per tutta la vita e fu presidente onorario della sezione di Linz.

## Carriera alpinistica
- 1879 Primo tentativo sulla parete est del Piccolo Bischofsmütze - uscita nel varco tra la seconda e la terza cima, 2.428 m, (Monti del Dachstein);
- 1891 Primo tentativo sulla parete sud del Piccolo Buchstein "Wessely-Führe", 1.990 m, (Alpi dell'Ennstal, Gesäuse);
- 1892 Primo tentativo sulla parete est delle Grandi Odle "Lorenz-Merz-Wessely-Führe", III, 2.832 m, (Gruppo delle Odle, Dolomiti);
- 1892 Primo tentativo sulla cima di mezzo Le Meisules (Sas dai Ciamorces), 2.996 m, (Gruppo delle Meisules, Sella, Dolomiti);
- 1892 Primo tentativo sulla cima est Le Meisules (Sas dai Ciamorces), 2.994 m, (Meisules Italiano: Gruppo Sella, Dolomiti);
- 1892 Prima salita al Piz Selva da sud-est, "Mühlsteiger Gorge", 2.941 m, (Sella, Dolomiti);
- 1892 Prima salita alla cima del circo del Sassolungo per il fianco nord-est, "Normalführe", III, 350 m di dislivello, 2.875 m, (Gruppo del Sassolungo);
- 1892 Quarta salita al Fünffingerspitze-Sassolungo "sentiero Daumenscharte", IV, 2.996 m, (Gruppo del Sassolungo, Dolomiti);
- 1892 Prima salita al Sass da Lec (Sas da lec del Pisciadù), da nord, II, 2.935 m, (Gruppo delle Meisules, Sella, Dolomiti);
- 1892 Prima salita alla torre del Sass da Lec, 2.800 m, (Gruppo delle Meisules, Sella, Dolomiti);
- 1892 Prima ascensione del Gamsburg (Ciastel di Ciamorces) , 2.948 m, (Gruppo delle Meisules, Sella, Dolomiti);
- 1892 Prima ascensione del Cirspitze orientale da ovest "Normalweg", II, 2.583 m, (Gruppo del Puez, Dolomiti);
- 1892 Prima ascensione del Sass da Lec, 2.936 m, (Sella, Dolomiti);
- 1893 Quinta ascensione della Torre Principale, 2.821 m, (Catinaccio);
- 1893 Ascensione della Cima della Madonna "Winklerkamin", 2.733 m, (Gruppo del Pala, Dolomiti);
- 1894 Prima ascensione della parete nord-est della Grosse Fermeda "Lorenz-Wessely-Führe", V-, 400 KM, 2.873 m, (Gruppo delle Odle, Dolomiti);
- 1895 Primo tentativo al Hohes Großwandeck attraverso la cresta nord ovest e Weitgrießkopf-P 2.218 m - Sternkogel, 2.402 m (Monti del Dachstein);
- 1895 Prima salita all'Hohes Großwandeck - parete nord ovest "Keidel-Wessely", 2.402 m, (Monti del Dachstein);
- 1895 Prima salita al Kleine Bischofsmütze - camino ovest - uscita nella fessura tra la seconda e la terza cima sommitale, 2.428 m, (Monti del Dachstein);
- 1896 Prima salita all'Hochtor - parete nord, "Pfannl-Maischberger-Weg", III-IV, 900 m, 2.365 m, (Alpi dell' Ennstal, Gesäuse);
- 1896 Prima salita al Planspitze - parete nord  "Wessely-Keidel-Kamine", III, 2.117 m, (Gesäuse);
- 1896 Prima salita al Kleiner Buchstein, 1.990 m, al Grosser Buchstein "Schafzähne", 2.224m, (Alpi Ennstal, Alpi Gesäuse);
- 1897 Terza salita al Mitterspitz-parete sud, 2.925 m, (Monti del Dachstein);
- 1897 Prima salita inferiore del Dachstein-cresta sud, 2.934m, (Monti del Dachstein);
- 1898 Prima salita al Grosser Priel- cresta inferiore sud, II, 2.514 m, (Monti Totes);
- 1898 Prima salita Grosser Priel-cresta nord est, II, 2.514 m, (Monti Totes);
- 1898 Prima salita Grosser Priel-cresta est in discesa, 2.514 m, (Monti Totes);
- 1899 Prima salita al Kleiner Buchstein-parete sud "Damberger-Wessely-Führe", 1.990 m, (Alpi dell'Ennstal);
- 1899 Prima salita invernale Buchstein-parete sud "Südwandband", 2.224 m, (Alpi dell'Ennstal, Gesäuse);
- 1900 Traversata del Monte Bianco dal Col du Midi, 4.810 m, (zona del Monte Bianco);
- 1901 Prima salita al Hohes Kreuz - vetta principale - cresta sud, 2.835 m, (Monti del Dachstein);
- 1901 Quarta salita al Torstein- parete sud - pilastro sud "Pfannl-Weg", 2.948 m, (Monti del Dachstein);
- 1902 Partecipante alla spedizione austro-britannica al K2, (Karakoram, Pakistan)[1];
- 1904 Prima salita del Torstein - parete sud-ovest "Wessely-Führe", 2–947 m, (Monti del Dachstein);
- 1905 Prima salita dell'Hohes Großwandeck - parete sud, 2.402 m, (Montagne del Dachstein);
- 1906 Prima salita al Hohe Schneebergwand - ottava Torre (torre di vetta);  tramite la cresta sud-ovest, 2.804 m, (monti del Dachstein);
- 1906 Prima salita al Kleine Bischofsmütze, uscita nella gola tra la prima e la seconda cima "Camini della parete nord   ", 2.428 m, (Gosaukamm, Dachstein);
- 1910 Prima salita al Traunkirchner Kogel "Pauli-Wessely-Kamine", 1.575 m, (Salzkammergut);
- 1919 Prima salita al Großwand - parete nord-ovest - variante di uscita, 2.413 m, (monti del Dachstein);
- 1929 Prima salita Schwingerzipf - Torre principale (torre sud);  da est, 2.296 m, (monti del Dachstein);  salita al Thurwieserspitze, parete nord, 3.652 m, (Alpi dell'Ortles);  salita all'Ortles-Hochjochgrat, 3.905 m, (Alpi dell'Ortles);  salita al Piz Bernina-Biancograt, 4.049 m, (Bernina); salita al Monte Rosa-Cima Dufour-parete est, III-IV, 1600 HM, 4.634 m, (Alpi vallesane)[2].